# Llei de la demanda

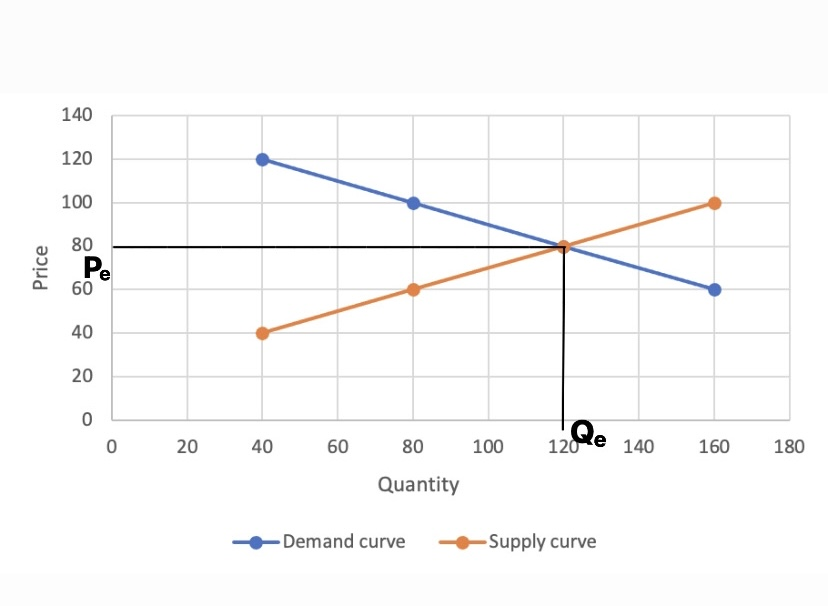
La corba de demanda, mostrada en blau, està inclinada cap avall d'esquerra a dreta perquè el preu i la quantitat demandada estan inversament relacionats. Aquesta relació depèn de que certes condicions es mantinguin constants. La corba d'oferta, mostrada en taronja, es talla amb la corba de demanda a preu (Pe) = 80 i quantitat (Qe) = 120. Pe = 80 és el preu d'equilibri al qual la quantitat demandada és igual a la quantitat oferta. De la mateixa manera, Qe = 120 és la quantitat d'equilibri a la qual la quantitat demandada i oferta es troben al preu d'equilibri. Per tant, la intersecció de les corbes de demanda i oferta ens proporciona l'assignació eficient de béns en una economia.

En microeconomia, la llei de la demanda és un principi fonamental que estableix que hi ha una relació inversa entre el preu i la quantitat demandada. En altres paraules, "condicional que tot sigui igual, a mesura que el preu d'un bé augmenta (↑), la quantitat demandada disminuirà (↓); per contra, a mesura que el preu d'un bé disminueix (↓), augmentarà la quantitat demandada (↑)". Alfred Marshall ho va dir: "Quan diem que la demanda d'una persona de qualsevol cosa augmenta, volem dir que en comprarà més del que ho faria abans al mateix preu, i que en comprarà tant com abans a un preu més alt". La llei de la demanda, però, només fa una afirmació qualitativa en el sentit que descriu la direcció del canvi en la quantitat de quantitat demandada però no la magnitud del canvi.
La llei de la demanda es representa mitjançant un gràfic anomenat corba de demanda, amb la quantitat demandada a l'eix x i el preu a l'eix y. Les corbes de demanda tenen pendent descendent per definició de la llei de la demanda. La llei de la demanda també funciona juntament amb la llei de l'oferta per determinar l'assignació eficient dels recursos en una economia mitjançant el preu i la quantitat d'equilibri.
La relació entre el preu i la quantitat demandada és vàlida sempre que es compleixi la condició ceteris paribus "tota la resta segueix igual" la quantitat demandada varia inversament amb el preu quan la renda i els preus dels altres béns es mantenen constants. Si totes les altres no es mantenen iguals, la llei de la demanda no necessàriament s'aplica. En el món real, hi ha molts determinants de la demanda diferents del preu, com ara els preus d'altres béns, la renda del consumidor, les preferències, etc. També hi ha excepcions a la llei de la demanda com els béns de Giffen i els béns perfectament inelàstics.

## Visió general
L'economista Alfred Marshall va proporcionar la il·lustració gràfica de la llei de la demanda. Aquesta il·lustració gràfica encara s'utilitza avui dia per definir i explicar una varietat d'altres conceptes i teories en economia. Una explicació senzilla de la llei de la demanda és que tot igual, a un preu més alt, el consumidor demandarà menys quantitat d'un bé i viceversa. La llei de la demanda s'aplica a una varietat de situacions organitzatives i empresarials. La determinació dels preus, la formació de polítiques governamentals, etc. en són exemples. Juntament amb la llei de l'oferta, la llei de la demanda ens proporciona el preu i la quantitat d'equilibri. A més, la llei de la demanda i l'oferta explica per què els béns tenen el preu al nivell que tenen. També ens ajuden a identificar oportunitats per comprar béns o actius percebuts com a poc preuats (o vendre massa cars).
L'economia gerencial es basa molt en la llei de la demanda, que és una branca de l'economia que aplica l'anàlisi microeconòmica a la presa de decisions de la direcció, per prendre decisions informades sobre estratègies de preus, producció i màrqueting. En aquest context, la comprensió dels factors alternatius que influeixen en la Llei de la demanda esdevé crucial per als directius i els qui prenen decisions.
1. Efecte renda: l'efecte renda és el canvi en la quantitat demandada d'un bé o servei com a conseqüència dels canvis en el poder adquisitiu dels consumidors. Quan els preus augmenten, el poder adquisitiu dels consumidors disminueix, provocant una disminució de la quantitat demandada. Per contra, una disminució dels preus augmentarà el poder adquisitiu i comportarà un augment de la quantitat demandada.
2. Efecte substitució: l'efecte substitució és el canvi en la quantitat demandada d'un bé o servei a causa d'un canvi en els preus relatius dels béns substitutius. Quan el preu d'un bé augmenta, els consumidors poden canviar el seu consum a béns substitutius relativament més barats, fent que la demanda del bé original disminueixi.
3. Expectatives de preus: les expectatives dels consumidors sobre els preus futurs poden influir en la seva demanda actual de béns o serveis. Si els consumidors esperen que els preus pugin en el futur, poden augmentar el seu consum actual per evitar preus més alts més endavant. Per contra, si esperen que baixin els preus, poden retardar el consum, provocant una disminució de la quantitat demandada.
4. Mida del mercat i dades demogràfiques: la mida del mercat i la seva demografia també poden influir en la Llei de la demanda. Els canvis en la mida de la població, la distribució per edat i els nivells d'ingressos poden afectar la demanda global de béns o serveis, afectant així la relació entre el preu i la quantitat demandada.

La demanda fa referència a la corba de demanda. Un canvi en la demanda s'indica amb un desplaçament en la corba de demanda. La quantitat demandada, en canvi, fa referència a un punt concret de la corba de demanda que correspon a un preu concret. Per tant, un canvi en la quantitat demandada es refereix a un moviment al llarg de la corba de demanda existent. Tanmateix, hi ha algunes excepcions a la llei de la demanda. Per exemple, si el preu dels cigarrets augmenta, la seva demanda no disminueix. Les excepcions a la llei de la demanda normalment s'adapten als productes bàsics de Giffen i als béns de Veblen, que s'explica amb més detall a continuació.
Els quatre tipus principals d'elasticitat de la demanda són l'elasticitat preu de la demanda, l'elasticitat creuada de la demanda, l'elasticitat de la renda de la demanda i l'elasticitat de la demanda publicitària.

## Història
La famosa llei de la demanda va ser enunciada per primera vegada per Charles Davenant (1656-1714) en el seu assaig, "Probable Methods of Making People Gainers in the Balance of Trade (1699)". Tanmateix, hi va haver casos de la seva comprensió i ús molt abans quan Gregory King (1648-1712) va fer una demostració de la llei de la demanda. Va representar una relació entre el preu del blat i la collita on els resultats suggereixen que si la collita baixa un 50%, el preu augmentaria un 500%. Aquesta demostració va il·lustrar la llei de la demanda així com la seva elasticitat.
Saltant fins al 1890, l'economista Alfred Marshall va documentar la il·lustració gràfica de la llei de la demanda. A Principles of Economics (1890), Alfred Marshall va reconciliar la demanda i l'oferta en un únic marc analític. La formulació de la corba de demanda va ser proporcionada per la teoria de la utilitat mentre que la corba d'oferta va ser determinada pel cost. Aquesta idea de la corba de demanda i oferta és la que encara fem servir avui per desenvolupar l'equilibri del mercat i donar suport a una varietat d'altres teories i conceptes econòmics. A causa de l'acord general amb l'observació, els economistes han arribat a acceptar la validesa de la llei en la majoria de situacions. L'economista també veu Alfred Marshall com el pioner dels diagrames estàndard de demanda i oferta i el seu ús en l'anàlisi econòmica, incloses les aplicacions de benestar i l'excedent del consumidor.

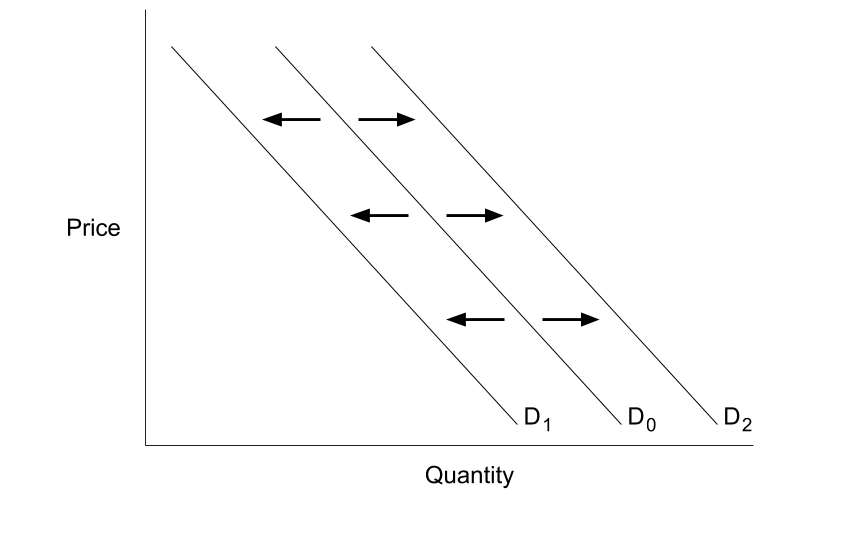
Qualsevol cosa que afecti la decisió de compra que no sigui el preu del producte canviarà la corba de demanda. Tenint en compte el nostre exemple de tipus hipotecaris; amb un tipus hipotecari més alt, la corba de demanda es desplaçarà cap a l'esquerra de D0 a D1. Això significa que hi ha menys demanda del mercat de l'habitatge a cada preu. D'altra banda, amb un tipus d'interès hipotecari més baix, la corba de demanda es desplaça cap a la dreta de D0 a D2, la qual cosa significa que hi ha més demanda per al mercat de l'habitatge a cada preu.

## Descripció matemàtica
Considereu la funció {\displaystyle \ Q_{x}=f(P_{x};\mathbf {Y} )}, on {\displaystyle Q_{x}} és la quantitat demandada de bé {\displaystyle x}, {\displaystyle f} és la funció de demanda, {\displaystyle P_{x}} és el preu del bé i {\displaystyle \mathbf {Y} } és la llista de paràmetres diferents del preu.
La llei de la demanda ho diu {\displaystyle {\frac {\partial f}{\partial P_{x}}}<0}. Aquí {\displaystyle \partial /\partial P_{x}} és l'operador de derivada parcial.
L'equació anterior, quan es representa amb la quantitat demandada ({\displaystyle Q_{x}}) a la {\displaystyle x} -eix i preu ({\displaystyle P_{x}}) a la {\displaystyle y} -eix, dóna la corba de demanda, que també es coneix com a programa de demanda. La corba de demanda té una inclinació descendent que il·lustra la relació inversa entre la quantitat demandada i el preu. Per tant, una corba de demanda amb pendent descendent incorpora la llei de la demanda.
D'una manera més específica:
{\displaystyle Qdx=f(P_{x},I,P_{y},T)}
Que és una relació funcional on la quantitat demandada pel consumidor {\displaystyle Qdx} depèn del preu del bé {\displaystyle P_{x}}, els ingressos monetaris del consumidor {\displaystyle I}, els preus d'altres béns {\displaystyle P_{y}}, i el gust del consumidor {\displaystyle T}.
Una altra manera habitual d'expressar la llei de la demanda sense imposar una forma funcional és la següent:
{\displaystyle (p'-p)(x'-x)\leq 0}
Aquesta fórmula estableix que, per a tots els preus possibles p' i p, i les demandes corresponents x' i x, els preus i la demanda s'han de moure en direccions oposades, és a dir, a mesura que augmenta el preu, la demanda ha de disminuir i viceversa. Tingueu en compte que les demandes són paquets de demanda, no demandes individuals. La demanda d'un sol bé encara pot augmentar encara que el seu preu també hagi augmentat, si hi ha un altre bé el preu del qual ha augmentat i que està prou substituït. Si el bé i és un bé Giffen el preu del qual augmenta mentre que els preus d'altres béns es mantenen fixos (de manera que {\textstyle p_{j}'-p_{j}=0\;\forall j\neq i} ), la llei de la demanda està clarament vulnerada, ja que tenim totes dues {\textstyle p_{i}'-p_{i}>0} (a mesura que augmentava el preu) i {\textstyle q_{i}'-q_{i}>0} (com considerem un Giffen bo), de manera que {\textstyle (p'-p)(x'-x)=(p_{i}'-p_{i})(x_{i}'-x_{i})>0}.

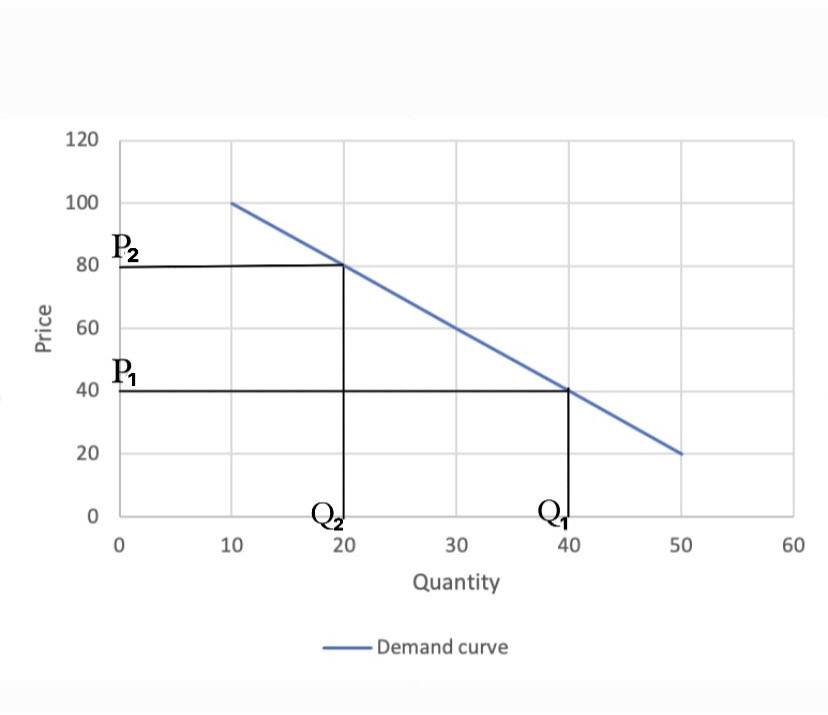
Un canvi en la quantitat demandada es mostra mitjançant un moviment al llarg de la corba de demanda existent. En començar a P1, la voluntat de compra associada o la quantitat demandada és Q1. Ara, si el preu puja a P2, hi ha una menor voluntat de compra, és a dir, la quantitat demandada és Q2. La corba de demanda en si no va canviar, ja que tant la combinació de P1Q1 com P2Q2 ja formaven part de la corba de demanda existent.

## Demanda versus oferta
D'una banda, la demanda fa referència a la corba de demanda. Els canvis en l'oferta es representen gràficament mitjançant un desplaçament de la corba d'oferta cap a l'esquerra o la dreta. Els canvis en la corba de demanda solen ser causats per 5 factors principals, a saber: nombre de compradors, ingressos del consumidor, gustos o preferències, preu dels béns relacionats i expectatives futures.